# Agne Holmström
Olof Agne Laurentius Holmström (Lund, 29 de desembre de 1893 - Estocolm, 22 d'octubre de 1949) va ser un atleta suec, especialista en curses de velocitat, que va competir a començaments del segle xx.
El 1920 va prendre part en els Jocs Olímpics d'Anvers, on disputà tres proves del programa d'atletisme. En la cursa del 4x100 metres relleus, formant equip amb William Petersson, Sven Malm i Nils Sandström, guanyà la medalla de bronze. En els 100 i 200 metres quedà eliminat en sèries.
El 1917 Holmström va guanyar els títols nacionals dels 100, 200, 4x100 metres i entre 1916 i 1918 també el del salt d'alçada aturat. Després de retirar-se de les competicions va treballar com a professor d'esports, i entre 1930 i 1949 va ser secretari general de la Federació Sueca de Gimnàstica. Va ser responsable de la Lingiadem, la competició gimnàstica més important disputada a Estocolm entre 1939 i 1949 en honor del fundador de la gimnàstica sueca, Pehr Henrik Ling. L'edició de 1949 va ser un èxit esportiu, però un fiasco financer, cosa que el va dur a suïcidar-se saltant des de l'ascensor de Katarina.

## Millors marques
- 100 metres. 10.7" (1917)
- 200 metres. 22.1" (1920)[3]